# 山本敬典
山本 敬典（やまもと たかのり、生没年不詳）は、江戸時代後期の旗本。八王子千人同心9人の千人頭の一家、千人頭山本家13代目当主。武田信玄の軍師、山本勘助の親族とも伝わる。